# Липково
Липково (на македонска литературна норма: Липково; на албански: Likovë или Likova, Ликова) е село в Северна Македония, център на едноименната община Липково.

## География
Селото е разположено в западните поли на Скопска Църна гора в областта Жеглигово на десния бряг на Липковската река. На 2 километра над Липково е разположен язовирът Липковско езеро.

## История
Юсуф ефенди джамия в селото е от 1773 година. В XIX век Липково е смесено българо-албанско село в Кумановска каза на Османската империя. В 1861 година Йохан фон Хан на етническата си карта на долината на Българска Морава отбелязва Липкова като българско село. Според статистиката на Васил Кънчов („Македония. Етнография и статистика“) от 1900 г. Липково е село, населявано от 240 жители българи християни и 250 арнаути мохамедани.
Според патриаршеския митрополит Фирмилиан в 1902 година в селото има 5 сръбски патриаршистки къщи. В началото на XX век по данни на секретаря на Българската екзархия Димитър Мишев („La Macédoine et sa Population Chrétienne“) в 1905 година в Линково има 48 християни – българи патриаршисти сърбомани.
При избухването на Балканската война в 1912 година 2 души от Липково са доброволци в Македоно-одринското опълчение.
Според преброяването от 2002 година селото има 2644 жители.
| Националност     | Всичко |
| северномакедонци | 2      |
| албанци          | 2631   |
| турци            | 0      |
| роми             | 0      |
| власи            | 0      |
| сърби            | 0      |
| бошняци          | 0      |
| други            | 11     |

## Личности
Родени в Липково
- Байрам Шабани (1922 – 1941), югославски партизанин и народен герой на Югославия
- Кръсте Христов, български скопски общественик, ктитор на църквата „Свети Димитър“[8]
- Садула Дураку (р. 1960), северномакедонски политик, министър на земеделието и горите (2004 – 2006)